# 長椿街駅
長椿街駅（ちょうちんがい-えき）は北京市に位置する北京地下鉄2号線の駅。

## 駅構造

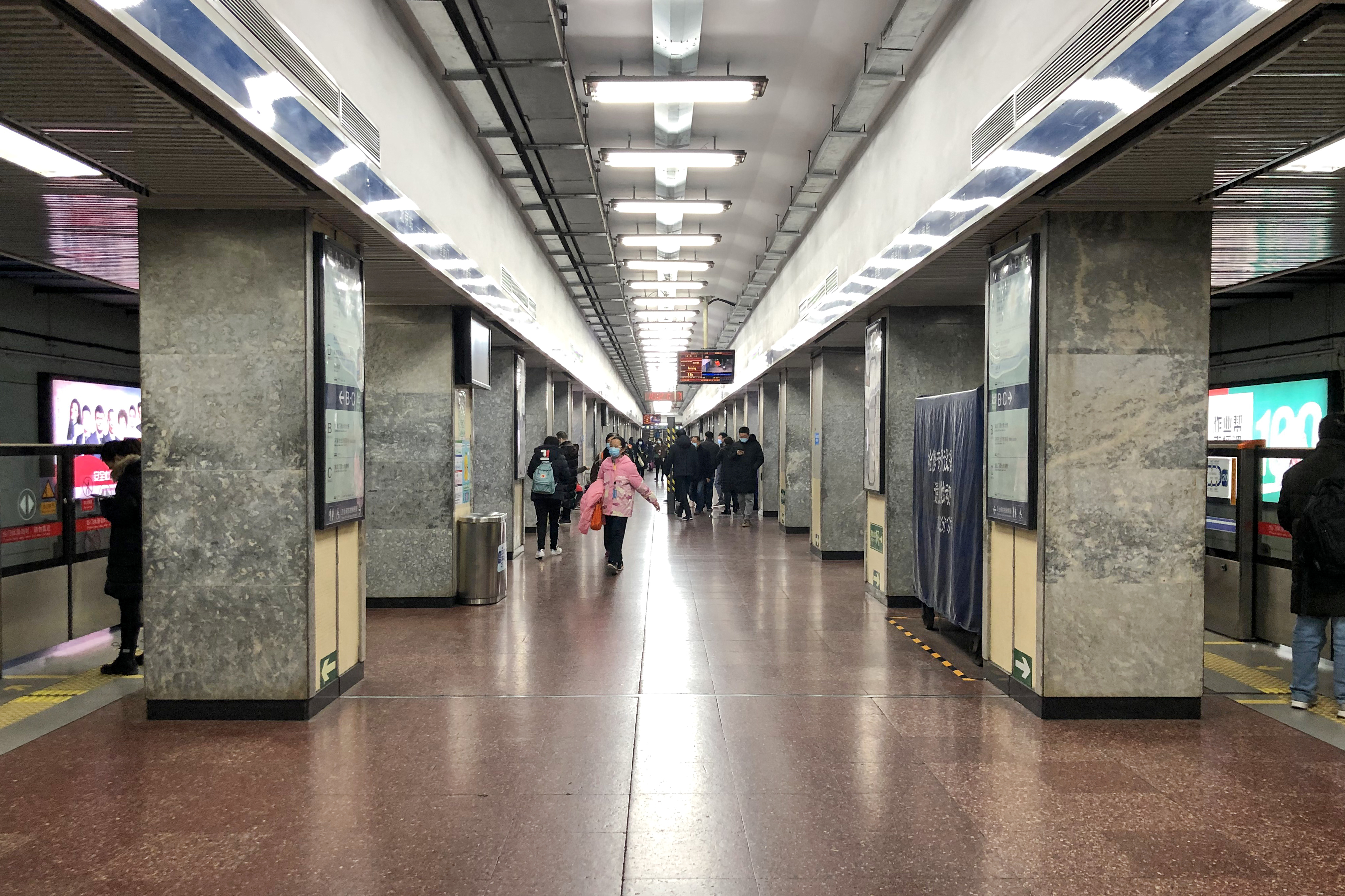
ホーム

島式ホーム1面2線の地下駅。

## 駅周辺
- 国家郵政局
- 国家経済貿易委員会
- 北京市計生委
- 北京市交通局
- 北京市統計局
- 北京市自来水集団
- 金隅大厦
- 金水大厦
- 大成大厦
- 天銀大厦
- 国華商場
- 首都医科大学宣武医院
- 中国工商銀行牡丹卡中心

## 歴史
- 1969年10月1日 - 開業。ただし、乗車できるのは公務員のみだった。
- 1977年 - 一般市民に開放。
- 1980年 - 外国人も使用可能になった。

## 隣の駅
北京地下鉄
■北京地下鉄2号線
復興門駅 - 長椿街駅 - 宣武門駅
座標: 北緯39度53分53秒 東経116度21分26秒 / 北緯39.89807度 東経116.35723度